# Каммингс, Гарольд
Гарольд Ошкали Каммингс Сегура (исп. Harold Oshkaly Cummings Segura; род. 1 марта 1992, Панама, Панама) — панамский футболист, защитник клуба «Арабе Унидо» и сборной Панамы. Участник чемпионата мира 2018 года.

## Клубная карьера
Каммингс начал карьеру в клубе «Арабе Унидо». 26 января 2010 года в матче против «Тауро» он дебютировал в чемпионате Панамы. В том же году Гарольд стал чемпионом страны в составе «Арабе Унидо». В 2011 году для получения игровой практики он на правах аренды перешёл в уругвайский «Ривер Плейт» из Монтевидео, но шанса проявить себя там, так и не получил. В 2012 году Каммингс вернулся в «Арабе» и продолжил бороться за место в основе.
В 2014 году он перешёл в перуанский «Хуан Аурич». 14 июня в матче против «Сесар Вальехо» он дебютировал в чемпионате Перу. В том же году он стал серебряным призёром чемпионата.
В начале 2015 года Гарольд перешёл в колумбийский «Санта-Фе». 1 февраля в матче против «Ла Экидада» он дебютировал в Кубке Мустанга. В том же сезоне Каммингс помог новой команде завоевать Кубок Колумбии.
В начале 2016 года Гарольд перешёл в коста-риканский «Алахуэленсе». В матче против «Мунисипаль Либерия» он дебютировал в чемпионате Коста-Рики. 28 февраля в поединке против «Картахинеса» Каммингс забил свой первый гол за «Алахуэленсе».
7 января 2017 года Гарольд присоединился к клубу MLS «Сан-Хосе Эртквейкс», подписав многолетний контракт. Из-за оскольчатого перелома малоберцовой кости, произошедшего в марте в результате неназванного несчастного случая дома, и последующего восстановления сезон 2017 он пропустил полностью. В главной лиге США он дебютировал в матче первого тура сезона 2018 против «Миннесоты Юнайтед» 3 марта. По окончании сезона 2019 контракт Каммингса с «Сан-Хосе Эртквейкс» истёк.
27 декабря 2019 года Каммингс подписал контракт с клубом чемпионата Чили «Унион Эспаньола» на сезон 2020.
28 января 2021 года Каммингс подписал контракт с клубом чемпионата Боливии «Олвейс Реди».
11 марта 2022 года Каммингс вернулся в «Арабе Унидо».
Летом 2022 года Каммингс перешёл в колумбийский «Кортулуа».
В январе 2023 года Каммингс подписал контракт с венесуэльским клубом «Монагас».
12 сентября 2023 года Каммингс вновь вернулся в «Арабе Унидо».

## Международная карьера
8 сентября 2010 года в товарищеском матче против сборной Тринидада и Тобаго Гарольд дебютировал за сборную Панамы.
В 2011 году в составе молодёжной сборной Панамы Каммингс принял участие в молодёжном чемпионате КОНКАКАФ в Гватемале. На турнире он сыграл в матчах против команд США, Гондураса и Гватемалы. В том же году Гарольд принял участие в молодёжном чемпионате мира в Колумбии. На турнире он сыграл в поединках против Австрии, Египта и Бразилии.
В том же году он попал в заявку национальной команды на участие в Золотом кубке КОНКАКАФ. На турнире он принял участие в поединке против команды Гваделупы.
В 2013 году Каммингс стал серебряным призёром Золотого кубка КОНКАКАФ. На турнире он сыграл в матчах против Канады и дважды Мексики.
В 2015 году Гарольд во второй раз стал бронзовым призёром Золотого кубка КОНКАКАФ. На турнире он сыграл в матчах против сборных Гаити, Гондураса, Тринидада и Тобаго, Мексики и дважды США.
В 2016 году Каммингс попал в заявку сборной на участие в Кубке Америки в США. На турнире он сыграл в матчах против команд Чили и Боливии.
В 2018 году Каммингс принял участие в чемпионате мира в России. На турнире он сыграл в матче против команды Туниса.
В 2019 году Каммингс был включён в состав сборной Панамы на Золотой кубок КОНКАКАФ.
В 2021 году Каммингс был включён в состав сборной на Золотой кубок КОНКАКАФ.
В 2023 году Каммингс был включён в состав сборной на Золотой кубок КОНКАКАФ.

## Достижения
Командные
 «Арабе Унидо»
- Чемпион Панамы: Клаусура 2010

 «Санта-Фе»
- Обладатель Суперкубка Колумбии: 2015
- Обладатель Южноамериканского кубка: 2015

 Панама
- Серебряный призёр Золотого кубка КОНКАКАФ: 2013, 2023
- Бронзовый призёр Золотого кубка КОНКАКАФ: 2011, 2015